# Oncidium picturatum
Oncidium picturatum är en orkidéart som beskrevs av Heinrich Gustav Reichenbach. Oncidium picturatum ingår i släktet Oncidium och familjen orkidéer. Inga underarter finns listade i Catalogue of Life.